# Ки-Бискейн (Флорида)
Ки-Бискейн (англ. Key Biscayne) — деревня в округе Майами-Дейд, штат Флорида, США. По данным Переписи населения США 2010 года в деревне проживало 12344 человека (на 1 июля 2019 года численность оценивалась в 12846 человек).

## География
Ки-Бискейн находится к югу от Майами-Бич и к востоку от Майами. Деревня соединена с Майами дорогой, построенной в 1947 году. Из-за низкой высоты и прямого выхода к Атлантическому океану она обычно является одним из первых районов Майами, которые должны быть эвакуированы перед надвигающимся ураганом.
По данным Бюро переписи населения США, город имеет общую площадь 3,6 км2. 3,4 км2 из них - суша и 0,26 км2 из них (8,63%) - вода.
Деревня граничит на севере с парком округа Майами-Дейд — «Crandon Park», на юге с парком «Bill Baggs Cape Florida State Park», на востоке - с Атлантическим океаном, а на западе - с заливом Бискейн.

## История
В первой половине XX века остров использовался, как крупная кокосовая плантация. В 1947 году была открыта дорога «Rickenbacker», соединившая остров с Ки-Бискейн с Майами,  после чего началась его активная застройка. В качестве муниципалитета был включён в округ Майами-Дейд в 1991 году.
С 1984 по 2018 год здесь проводился крупный теннисный турнир — Открытый чемпионат Майами на кортах местного центра «Tennis Center at Crandon Park».

## Галерея

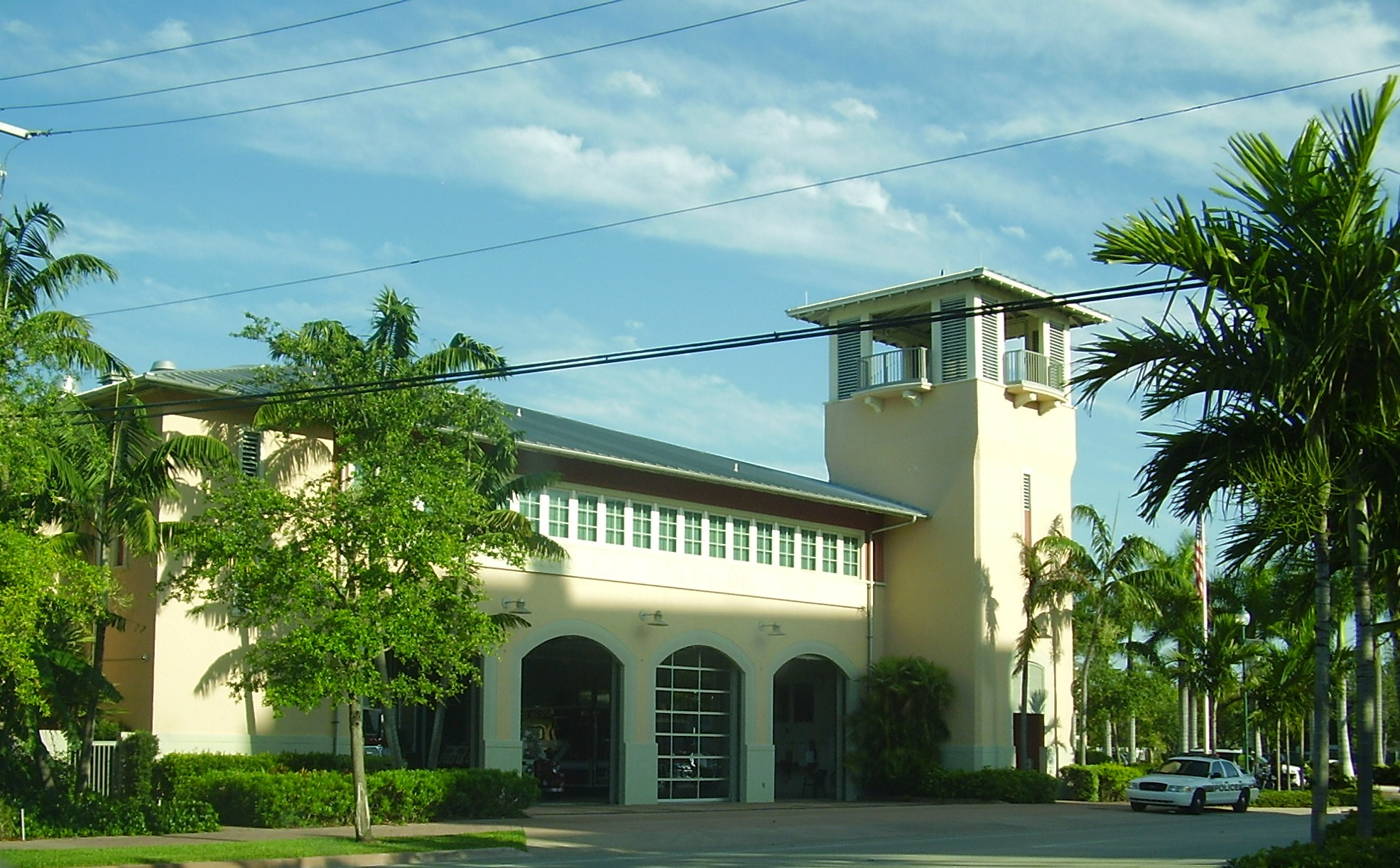
Пожарная станция
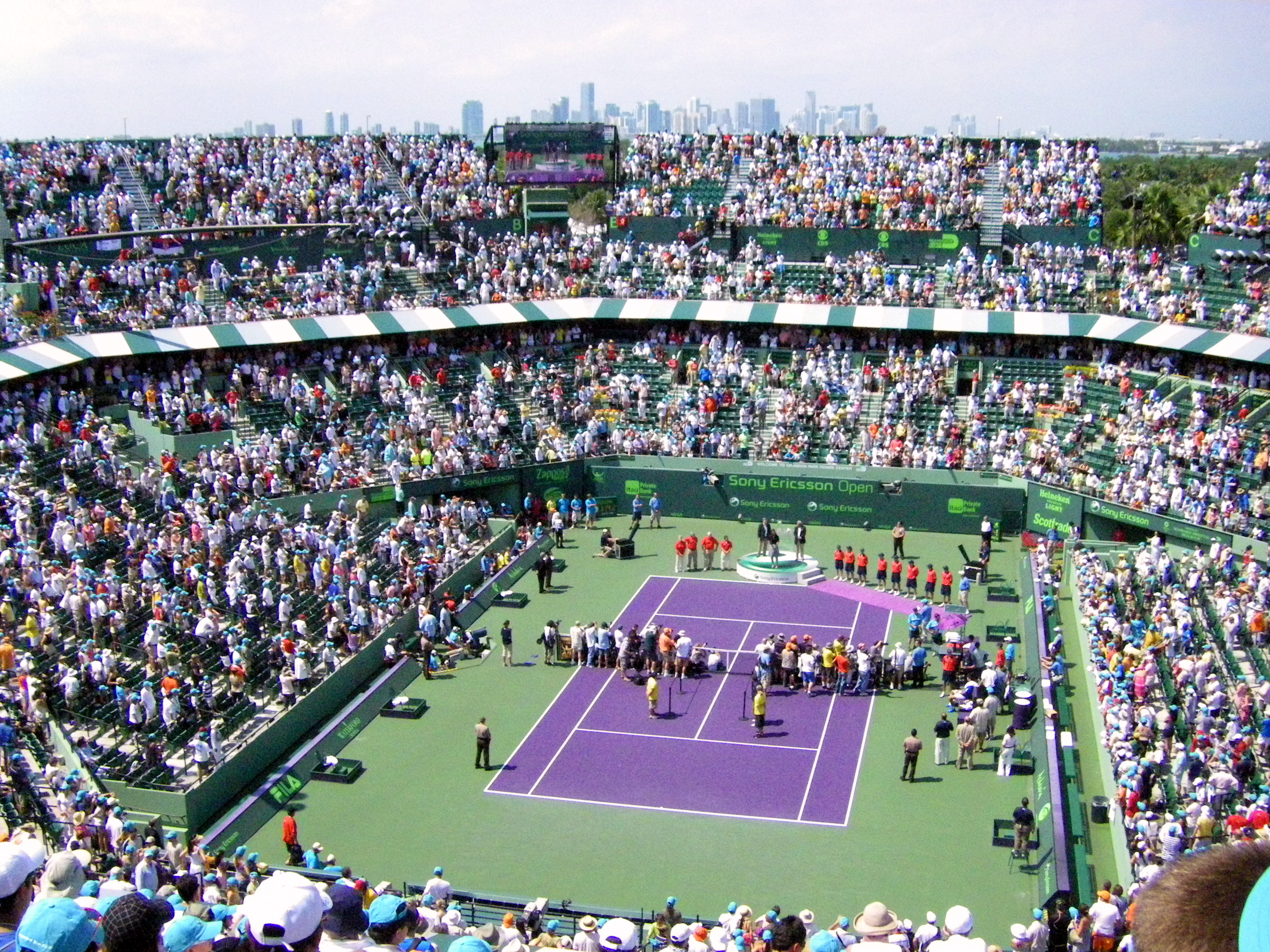
Теннисный стадион